# Maurice Girardot
Maurice Joseph Girardot (París, 22 de diciembre de 1921-8 de febrero de 2020) fue un jugador de baloncesto francés. Fue medalla de plata con Francia en los Juegos Olímpicos de Londres 1948.
Falleció a los 98 años el 8 de febrero de 2020.

## Trayectoria como jugador
Jugó con los colores del Championnet-Sport bajo el patrocinio católico de la Federación de Deportes de Francia donde debutó como baloncestista internacional.
Jugó en el equipo de baloncesto de Francia en 1945 al mismo tiempo que André Barrais. Jugó trece partidos entre 1945 y 1949 con un total de dieciocho puntos. Participó con la selección francesa en el Campeonato de Europa en 1946 y en el de 1947 finalizando en cuarta y quinta posición. Obtuvo la medalla de plata en los Juegos Olímpicos de Londres de 1948, en un partido jugado contra la selección de Estados Unidos con un resultado de 65-21.

## Trayectoria como entrenador
Tras su carrera como jugador internacional, entrenó al equipo femenino de Château-Thierry de alto nivel, fueron campeonas de Francia en los años 1950, 51 y 52, cuya mejor jugadora fue Anne-Marie Colchen jugadora de l'ASAN Le Havre de 1943 a 1949 y de 1953 a 1955. Proporcionó gran parte del apoyo técnico a la Federación de Deportes de Francia.
Fue cofundador en 1973 del Club de Baloncesto Maurepas. Fue profesor de educación física y entrenador de baloncesto en diferentes categorías.

## Palmarés

### Selección nacional
- 4º clasificado en el Campeonato de Europa de 1946.
- 5º clasificado en el Campeonato de Europa de 1947.
- Medalla de plata en los Juegos Olímpicos de Londres 1948.

### Clubes
- 1945-1949 selección francesa de baloncesto, 13 partidos.